# Wilhelm Friedrich (Nassau-Dietz)

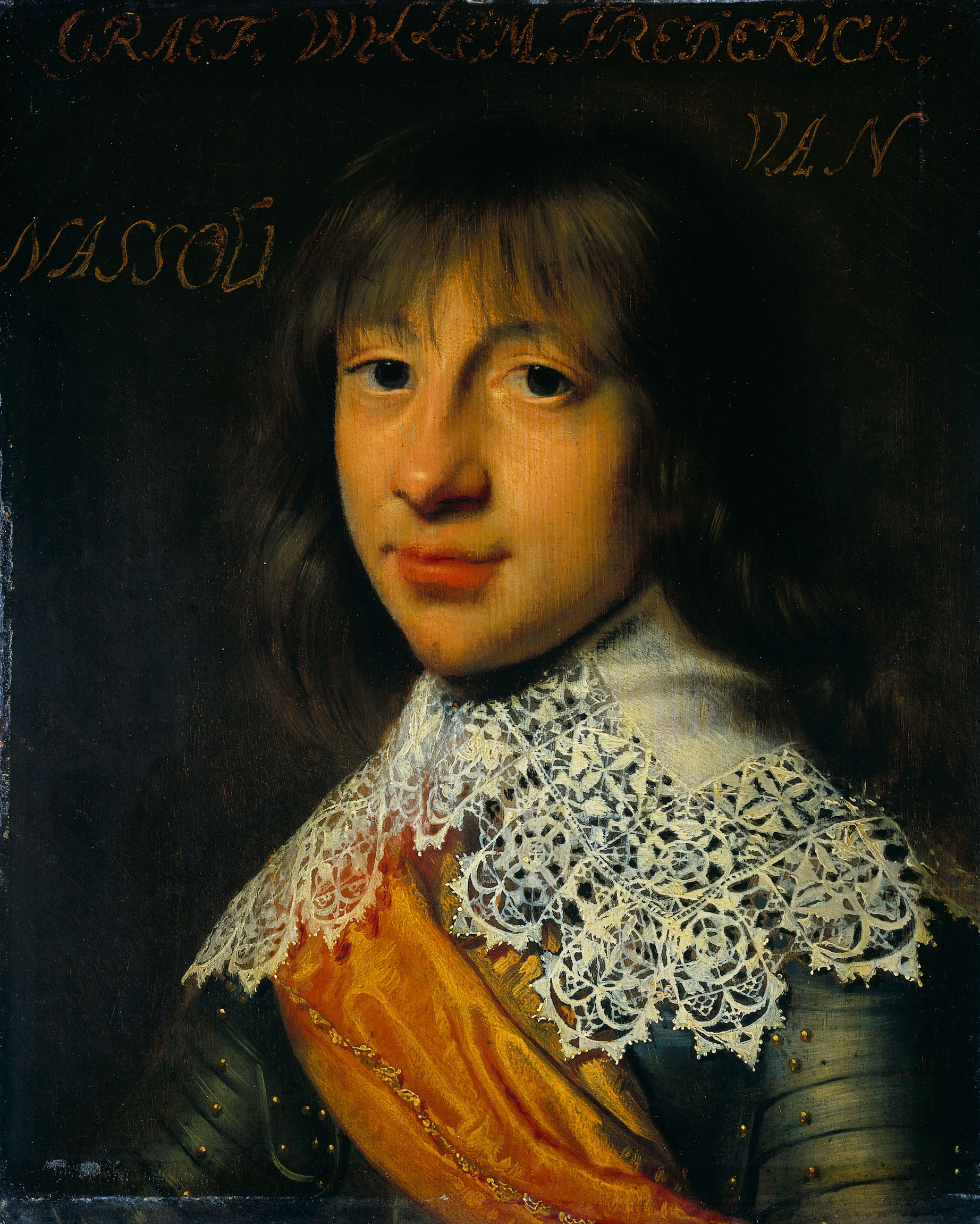
Wybrand de Geest, Wilhelm Friedrich von Nassau-Dietz, Rijksmuseum Amsterdam

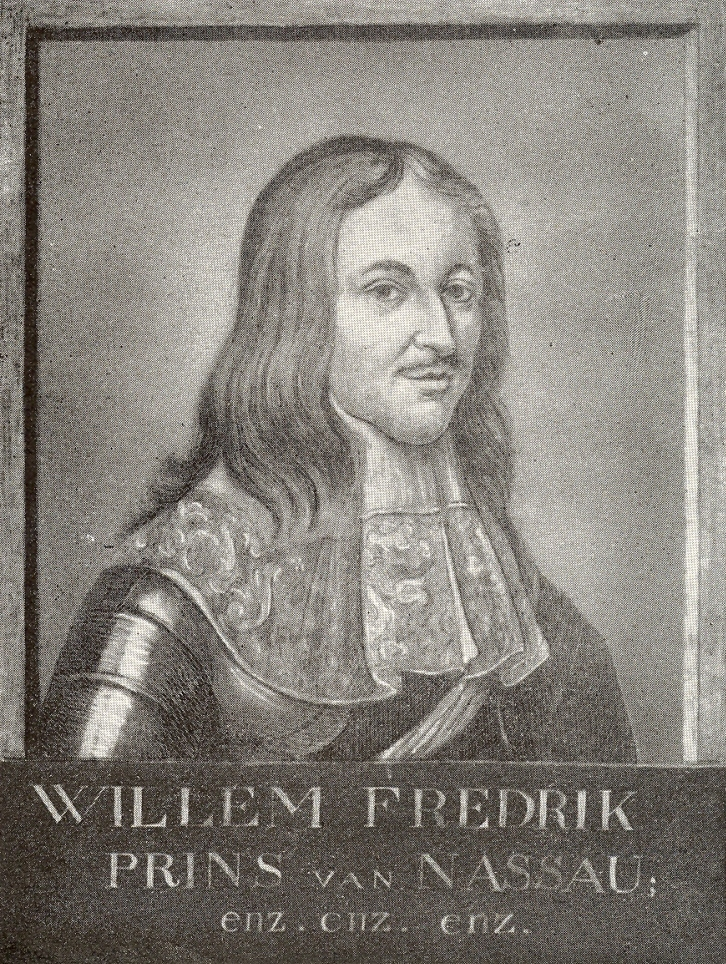
Wilhelm Friedrich von Nassau-Dietz

Wilhelm Friedrich (* 7. August 1613 in Arnheim; † 31. Oktober 1664 in Leeuwarden) war Graf, ab 1654 Fürst von Nassau-Dietz und Statthalter von Friesland, Groningen und Drenthe.

## Leben
Wilhelm Friedrich war der zweite Sohn des Grafen Ernst Casimir von Nassau-Dietz (1573–1632) und der Herzogin Sophie Hedwig von Braunschweig-Lüneburg (1592–1642). Als sein Bruder Heinrich Casimir I. 1640 gefallen war, gelang es ihm, in Friesland die Statthalterschaft zu erhalten, in Stadt und Lande (Groningen und Umgebung) aber und in Drenthe wusste Prinz Friedrich Heinrich dieselbe für sich selbst zu erwerben, was von Wilhelm Friedrich und seiner Mutter sehr übel genommen wurde. Der Prinz jedoch besaß damals eine solche Gewalt, dass sie nicht allein gezwungen waren, gute Miene zum bösen Spiel zu machen, sondern auch durch Versprechung der survivance für ihn und seine Söhne dessen unentbehrliche Gunst zurückgewinnen mussten. Sonst hätte Wilhelm Friedrich nicht einmal das Recht der Magistratsernennung in den friesischen Städten erhalten können, wie es sein Bruder besessen hatte.
Solange Friedrich Heinrich lebte, verblieb Wilhelm Friedrich, dessen Macht in Friesland ziemlich beschränkt war, im Hintergrund. Nach dessen Tode jedoch schloss er sich dessen Sohn und Nachfolger Wilhelm II. aufs engste an und nahm 1650 offen dessen Partei gegen die holländischen Staaten. Er übernahm die Führung des bekannten Unternehmens gegen Amsterdam unter der Führung der Bickerse league, dessen Misslingen aber nicht ihm zur Last fiel. Kaum war aber Wilhelm II. plötzlich gestorben, so wandte sich Wilhelm Friedrich der jetzt siegreichen Provinz Holland zu und bot den Generalstaaten seinen Dienst an. Er hoffte Vertreter des eben geborenen Prinzen Wilhelm III. zu werden, wenn derselbe die Kapitän- und Admiralgeneralswürde erhalten sollte, was ihm jedoch ebenso wenig gelang wie dem Feldmarschall Johann Wolfart van Brederode. Nur die Statthalterschaft von Stadt und Lande und Drenthe gelang es ihm, sehr zum Verdruss der holländischen Regenten für sich zu retten. Sonst blieb er Feldzeugmeister.

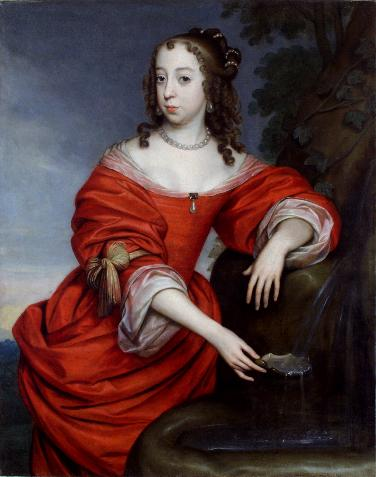
Gerrit van Honthorst, Prinzessin Albertine Agnes von Oranien-Nassau

In den fortdauernden Zwistigkeiten der oranischen Partei spielte er von jetzt an eine einigermaßen zweideutige Rolle. Er erhielt die Hand der zweiten Tochter von Friedrich Heinrich, der Prinzessin Albertine Agnes von Oranien-Nassau, was sein Ansehen erhöhte und ihn wieder eng mit dem älteren Zweig des nassauischen Hauses verband und versuchte als Oheim unter den Vormündern des jungen Prinzen aufzutreten. Doch zu gleicher Zeit zeigte er sich immer den Staaten von Holland gefällig und suchte die Freundschaft Johan de Witts, durch welche er hoffte, wenigstens die durch Brederodes Tod erledigte Feldmarschallswürde zu erhalten, was ihm aber ebenso wenig gelang, als das ihm von der oranischen Partei in Overijssel übertragene Amt eines Leutnant-Statthalters der Provinz zu behalten. Nur in den beiden Nordprovinzen blieb sein Einfluss maßgebend, es gelang ihm dort die Statthalterschaft so zu befestigen, wenn auch mit ziemlich geschmälerter Befugnis, dass 1659 seinem jungen Sohn Heinrich Casimir II. die Erbfolge zugesichert wurde, was auch in Drenthe geschah. Fünf Jahre später, in den ersten Kämpfen der Staaten mit Christoph Bernhard von Galen, Bischof von Münster, wurde ihm der Befehl der kleinen staatischen Armee anvertraut, welche die von den münsterschen besetzte Dieler Schanze einnahm, ein Unternehmen, das ihm freilich nicht sonderlich zum Ruhme gereichte, nur dass es zeigte, er gelte als der vornehmste General im staatischen Dienst.
Lange überlebte er diese vereinzelte Kriegstat nicht, denn schon 1664 wurde er durch das Zerspringen einer von ihm untersuchten Pistole tödlich verwundet. Am 31. Oktober dieses Jahres verschied er, einen etwas zweideutigen Ruf hinterlassend. Schon zehn Jahre früher war er so wie seine Vettern von Nassau-Hadamar und Nassau-Siegen Linie in den Reichsfürstenstand erhoben, was freilich seiner Stellung in den Niederlanden weniger zugutekam, als er vielleicht gehofft hatte.

## Nachkommen
Aus seiner am 2. Mai 1652 in Kleve geschlossenen Ehe mit Albertine Agnes von Oranien-Nassau:
- Heinrich Casimir II. (1657–1696), Fürst von Nassau-Dietz
- Amalia (1655–1695), heiratete Herzog Johann Wilhelm von Sachsen-Eisenach
- Wilhelmina Sophia Hedwig (1664–1667)